# Monet (krater)
Monet är en nedslagskrater på planeten Merkurius. Monet är ungefär 203 kilometer i diameter.
1979 namngavs den efter den franske målaren Claude Monet.